# Gondal

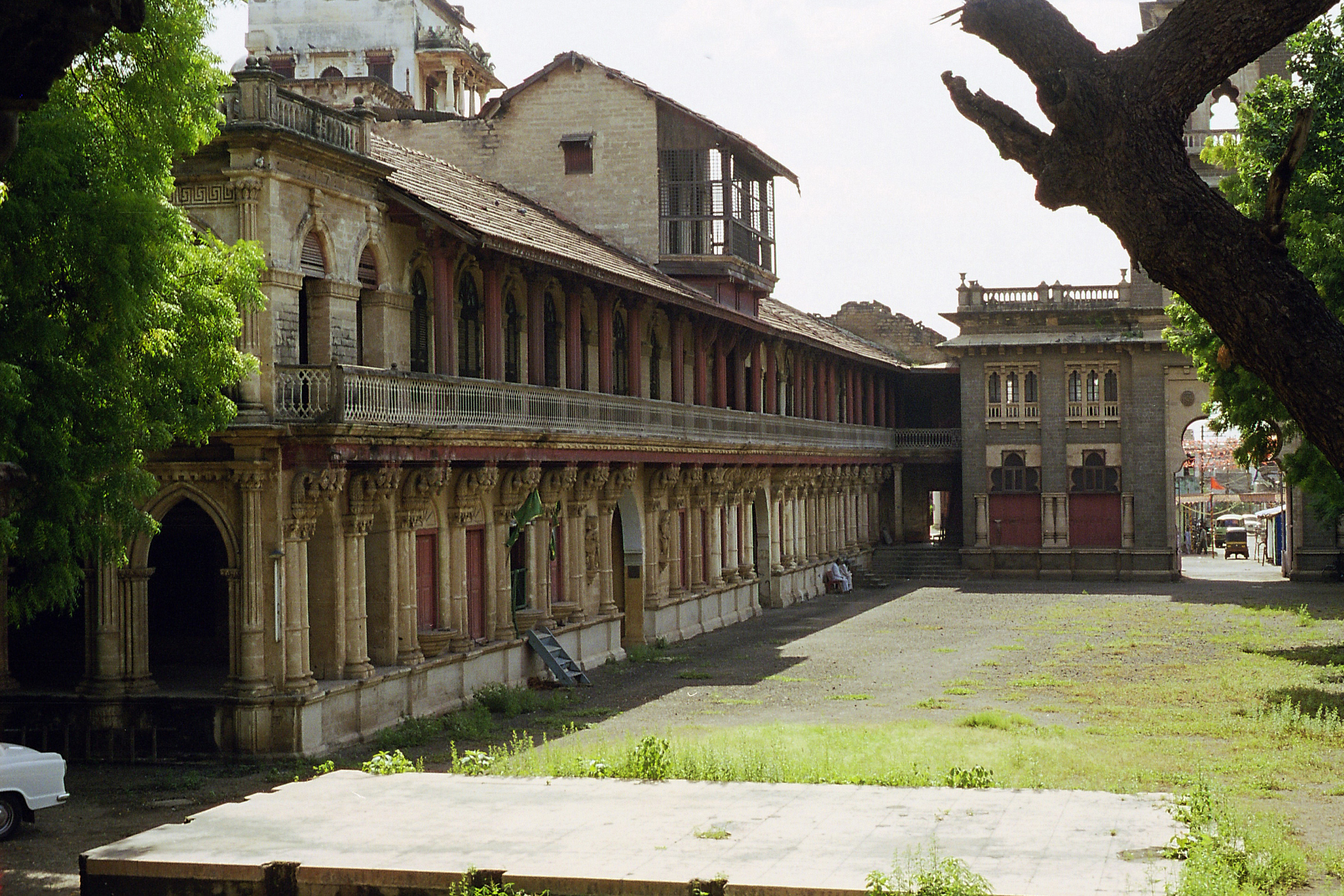
Naulakhapalatset i Gondal.

Gondal är en stad i delstaten Gujarat i Indien, och tillhör distriktet Rajkot. Folkmängden uppgick till 112 197 invånare vid folkräkningen 2011.